# Klíver Moreno
Klíver Exney Moreno Robles (Barrancabermeja, Santander; 9 de agosto de 2000) es un futbolista colombiano. Juega como mediocampista defensivo en el Deportivo Cuenca de la Serie A de Ecuador.

## Trayectoria

### Millonarios F. C.
Llega a las divisiones menores del club embajador en 2014, donde consigue llegar hasta el equipo sub-20, en el cual conisgue hacerse con la capitanía. En la pretemporada del año 2019 es ascendido al primer equipo por pedido del entrenador Jorge Luis Pinto, manteniendo en paralelo su participación en el equipo sub-20. 
Debuta oficialmente el 13 de febrero de 2019 en un partido de Copa Colombia ante el club Fortaleza. Ingresa al minuto 80 por el volante Stiven Vega
En 2020 se convierte en habitual alternativa del entrenador Alberto Gamero, supliendo en ocasiones al capitán Jhon Duque. Luego de la salida de Duque rumbo al fútbol Mexicano, Moreno toma su puesto en el once inicial, apareciendo como titular en el encuentro contra Alianza Petrolera disputado el 19 de noviembre de 2020. El 30 de diciembre se anuncia su renovación por 3 años más con el conjunto 'albi-azul'.
El 13 de diciembre de 2023 se confirma su salida de Millonarios luego de vencer su contrato y no ser renovado.

### River Plate
El 17 de enero de 2024 es presentado como jugador de River Plate de Uruguay.

## Selección nacional
En enero de 2019 es convocado por la Selección Colombia sub-20 para disputar el Campeonato Sudamericano Sub-20 en Chile.

### Participaciones en juveniles
| Competición                            | Sede  | Resultado   | Partidos | Goles |
| -------------------------------------- | ----- | ----------- | -------- | ----- |
| Campeonato Sudamericano Sub-20 de 2019 | Chile | Clasificado | 3        | 0     |

## Estadísticas

### Clubes
Actualizado al último partido disputado el 18 de agosto de 2025.
| Club                       | Div.                | Temporada           | Liga  | Liga  | Copa Nacional | Copa Nacional | Copa Internacional | Copa Internacional | Total | Total |
| Club                       | Div.                | Temporada           | Part. | Goles | Part.         | Goles         | Part.              | Goles              | Part. | Goles |
| -------------------------- | ------------------- | ------------------- | ----- | ----- | ------------- | ------------- | ------------------ | ------------------ | ----- | ----- |
| Millonarios · Colombia     | 1.ª                 | 2019                | 0     | 0     | 3             | 0             | -                  | -                  | 3     | 0     |
| Millonarios · Colombia     | 1.ª                 | 2020                | 14    | 0     | 1             | 0             | -                  | -                  | 15    | 0     |
| Millonarios · Colombia     | 1.ª                 | 2021                | 14    | 0     | -             | -             | -                  | -                  | 14    | 0     |
| Millonarios · Colombia     | 1.ª                 | 2022                | 0     | 0     | 2             | 0             | -                  | -                  | 2     | 0     |
| Millonarios · Colombia     | 1.ª                 | 2023                | 8     | 0     | 0             | 0             | 0                  | 0                  | 8     | 0     |
| Millonarios · Colombia     | Total               | Total               | 36    | 0     | 6             | 0             | 0                  | 0                  | 42    | 0     |
| River Plate · Uruguay      | 1.ª                 | 2024                | 8     | 1     | -             | -             | -                  | -                  | 8     | 1     |
| River Plate · Uruguay      | Total               | Total               | 8     | 1     | 0             | 0             | 0                  | 0                  | 8     | 1     |
| Deportivo Cuenca · Ecuador | 1.ª                 | 2024                | 14    | 0     | 1             | 0             | -                  | -                  | 15    | 0     |
| Deportivo Cuenca · Ecuador | 1.ª                 | 2025                | 22    | 1     | 0             | 0             | -                  | -                  | 22    | 1     |
| Deportivo Cuenca · Ecuador | Total               | Total               | 36    | 1     | 1             | 0             | 0                  | 0                  | 37    | 1     |
| Total en su carrera        | Total en su carrera | Total en su carrera | 80    | 2     | 7             | 0             | 0                  | 0                  | 87    | 2     |

### Selección
| Selección                                                   | Temporada     | Amistosos | Amistosos | Amistosos | Sudamérica1 | Sudamérica1 | Sudamérica1 | Mundial | Mundial | Mundial | Total | Total | Total  | Media goleadora |
| Selección                                                   | Temporada     | Part.     | Goles     | Asist.    | Part.       | Goles       | Asist.      | Part.   | Goles   | Asist.  | Part. | Goles | Asist. | Media goleadora |
| ----------------------------------------------------------- | ------------- | --------- | --------- | --------- | ----------- | ----------- | ----------- | ------- | ------- | ------- | ----- | ----- | ------ | --------------- |
| Sub-20 · Colombia                                           | 2019          | —         | —         | —         | 3           | 0           | 0           | —       | —       | —       | 3     | 0     | 0      | 0.0             |
| Sub-20 · Colombia                                           | Total         | 0         | 0         | 0         | 3           | 0           | 0           | 0       | 0       | 0       | 3     | 0     | 0      | 0.0             |
| Total carrera                                               | Total carrera | 0         | 0         | 0         | 3           | 0           | 0           | 0       | 0       | 0       | 3     | 0     | 0      | 0.0             |
| (1) Incluye los partidos del Campeonato Sudamericano (2019) |               |           |           |           |             |             |             |         |         |         |       |       |        |                 |

## Palmarés

### Títulos nacionales
| Títulos         | Club        | País     | Año  |
| --------------- | ----------- | -------- | ---- |
| Copa Colombia   | Millonarios | Colombia | 2022 |
| Torneo Apertura | Millonarios | Colombia | 2023 |